# In the Flesh?
Pour les articles homonymes, voir In the Flesh.
Pistes de The Wall
The Thin Ice
In the Flesh? est une chanson du groupe de rock progressif britannique Pink Floyd. Elle a été écrite par Roger Waters et apparaît sur l'album The Wall sorti en 1979.
L'album comprend une autre chanson intitulée In the Flesh (sans point d'interrogation) qui reprend le même air mais sur des paroles sensiblement différentes. Le morceau In the Flesh?, dont il est question ici, évoque la naissance du personnage principal de l'histoire, Pink, tandis que le second, In the Flesh, concerne le délire schizophrène de celui-ci qui le pousse à se percevoir sous les traits d'un dictateur nazi.
Roger Waters, l'auteur de la chanson, raconte comment la chanson a été créé : « In the Flesh? fait référence à notre tournée de 1977, qui s'appelait In the Flesh. C'est le logo que nous avons pris pour la tournée. C'est censé planter le décor. Sur l'album, j'imagine que personne ne peut s'en rendre compte parce que pendant le concert, à ce moment-là, nous devions être reconnaissables mais déguisés ».

## Composition
La chanson, qui dure environ trois minutes et demie, présente une dynamique sonore plutôt forte. Elle est écrite en La majeur (A) avec une signature rythmique de six temps sur un rythme ternaire (6/8). Elle comporte quatre parties distinctes : une introduction calme, un instrumental explosif, la partie vocale, puis une reprise de l'instrumental qui s'enchaîne avec la chanson suivante, The Thin Ice.
Le morceau débute sur quinze secondes d'une mélodie très calme, presque inaudible ; celle de la chanson Outside the Wall, qui clôture l'album sur le second disque. Cette mélodie est utilisée de manière récurrente au fil de l'album, pour créer un « cycle ». Ce procédé de cycle a été souvent employé par Roger Waters dans le cadre de ses collaborations avec Pink Floyd. Sur The Wall, le cycle est délimité par la voix de Waters qui, ici, durant les deux premières secondes de la chanson, murmure « ...we came in? » et, dans les deux dernières secondes de Outside the Wall, tout à la fin de l'album, chuchote « Isn't this where... », ce qui donne, si on colle Outside the Wall à In the Flesh?, « Isn't this where we came in? » (« N'est-ce pas par ici que nous sommes entrés ? »)
Après l'introduction calme et ses quinze premières secondes paisibles, la chanson évolue brusquement vers une dynamique sonore forte que l'on peut qualifier d'explosive, avec notamment des sons distordus d'orgue. Cette partie est constituée d'une « montée » d'accords commençant de mi mineur (Em) et qui progresse jusqu'à l'accord de ré. Cet instrumental puissant se poursuit avant que débutent les paroles de la chanson, soutenues par une mélodie sensiblement plus calme que l'ouverture les ayant précédées. Au terme de la partie chantée, la mélodie reprend sa teinte explosive, pour l'instrumental final du morceau. On y entend la voix de Roger Waters hurlant des indications de mise en scène. Ces directives sont les suivantes :
Lights! (« Lumière ! »)
Roll the sound effects! (« Lancez les effets sonores ! »)
Action! (« Moteur ! »)
Drop it! Drop it on 'em! (« Lâchez ça ! Lâchez ça sur eux ! »)
Drop it on 'em! (« Lâchez ça sur eux ! »)
Ces directives sont hurlées juste avant le bruit assourdissant d'un bombardier en piqué sur le point de larguer une bombe, directement suivi par l'illustration sonore finale du morceau : la voix d'un bébé en train de pleurer, qui sera reprise pour l'ouverture du morceau suivant sur l'album, The Thin Ice.

## Analyse des paroles
Comme les autres chansons de l'album The Wall, In the Flesh? raconte une partie de l'histoire de Pink, le personnage principal de l'histoire. Cette première chanson marque le commencement de l'histoire. La présence du point d'interrogation dans le titre installe un climat d'incertitude. Les textes révèlent rapidement ses motifs d'aliénation et l'ambiguïté mise en lumière (« dis-moi si quelque chose te dérange, mon petit », « ceci n'est pas ce que tu espérais voir ? »). Les indications hurlées par Waters dans le cadre de ce morceau, ont pour objectif de faire savoir d'emblée à l'auditeur et/ou au spectateur que l'histoire qui est sur le point d'être contée par Pink est celle de la construction du « mur » (« the wall »), ces indications sonnant comme des directives de chantier. Les paroles indiquent qu'il ne faut pas se fier à l'apparence extérieure du héros et que, « derrière ce regard froid » (« behind these cold eyes »), les choses sont bien différentes de ce que l'on pourrait croire. Si l'auditeur (auquel le narrateur s'adresse en l'appelant « sunshine », un mot familier qui signifie ici « mon petit ») veut découvrir ces choses, il devra « déchirer de ses ongles ce déguisement » (« claw your way through this disguise »). La chanson informe également l'auditeur, de manière indirecte, que le père de Pink est mort, par le biais de l'effet sonore du bombardier en piqué, destiné à indiquer qu'il a été tué au cours de la Seconde Guerre mondiale, alors même que Pink n'était encore qu'un bébé (les pleurs de nourrisson entendus tout à la fin du morceau).

## Représentations en concert
Durant la tournée suivant la sortie de l'album The Wall sur scène, le morceau était joué par un groupe d'« imposteurs » portant des masques pour ressembler aux vrais membres de Pink Floyd — ces masques serviront pour la pochette de l'album Is There Anybody Out There? The Wall Live 1980-81, qui figure les morceaux de l'album joué en concert pendant la tournée —, cette mise en scène étant destinée à illustrer concrètement les paroles « dis-moi si quelque chose te dérange, mon petit, ceci n'est pas ce que tu espérais voir ? », ainsi que la référence à un groupe remplaçant (« surrogate band ») qui figure dans l'autre version de cette chanson, In the Flesh, présente vers la fin de l'album.

## Version du film
Dans l'adaptation cinématographique de l'album, The Wall, le film commence totalement différemment. Au début, on montre une scène de guerre à Anzio avec When the Tigers Broke Free, une chanson qui avait été enlevée de l'album à l'origine. C'est seulement après cette chanson qu'apparaît In the Flesh?. Elle apparaît dans la scène suivante où Pink est assis dans la chambre d'hôtel où il s'est enfermé. Au moment où la musique explose soudainement en un déluge de rythmiques puissantes, il imagine une foule de personnes défonçant la porte et se précipitant à l'intérieur de son « monde ». Se succèdent ensuite, à un rythme rapide, diverses séquences où l'on voit tantôt des gens agités en situation d'émeute (dont certaines personnes qui apparaîtront de nouveau dans la suite du film), tantôt des plans de champ de bataille lors de la Seconde Guerre mondiale. La scène se termine sur un plan au cours duquel un bombardier allemand Junkers Ju 87 pilonne un bunker, sonnant l'arrêt de mort du père de Pink.

## Personnel
- David Gilmour : guitares
- Nick Mason : batterie
- Roger Waters : chant, basse, VCS3
- Richard Wright : synthétiseur
- Freddie Mandell : orgue Hammond
- Joe Chemay, Stan Farber, Jim Haas, Bruce Johnston, John Joyce et Toni Tenille : chœurs